# Route nationale 521c
La route nationale 521c ou RN 521c était une route nationale française reliant Saint-Jean-de-Chevelu à Meyrieux-Trouet.
À la suite de la réforme de 1972, elle a été déclassée en RD 921c.

## Ancien tracé
- Saint-Jean-de-Chevelu
- Saint-Paul
- Meyrieux-Trouet